# Yarden (film)
Yarden (internationale titel: The Yard) is een Zweedse dramafilm uit 2016 van Måns Månsson. De film is gebaseerd op de gelijknamige autobiografische roman van Kristian Lundberg uit 2009. Op 29 januari 2016 ging de film in première op het internationaal filmfestival van Göteborg, waar het genomineerd was voor de Dragon Award voor Beste Noordse Film.

## Verhaal
Anders wordt ontslagen als criticus na een recensie over zijn eigen boek. De ongeschoolde vader moet aan de slag in "Yarden", een overlaadzone in de haven van Malmö. Onder de meedogenloze toezichters wordt hij een anoniem persoon die enkel wordt aangesproken met zijn vijfcijferige nummer. Tevens dient hij zich aan te passen aan zijn vele allochtone collega's en de strenge regels van de Zweedse overheid. Het leven in de middenklasse zorgt voor een breuk tussen hem en zijn zoon.

## Rolverdeling
| Acteur           | Personage         |
| ---------------- | ----------------- |
| Anders Mossling  | Anders / 11811    |
| Hilal Shoman     | 19213             |
| Axel Roos        | zoon van Anders   |
| Dennis Axnér     | toezichter        |
| Robert Bengtsson | Jonas             |
| Oscar Hervén     | vriend van Anders |